# Walter Judd
Walter Stephen Judd (Fairbanks (Alaska), 14 april 1951) is een Amerikaans botanicus.
Hij studeerde botanie aan de Michigan State University, waar hij in 1973 zijn B.Sc. en in 1974 zijn M.Sc. behaalde. In 1978 behaalde hij een Ph.D. aan Harvard University met het proefschrift A monograph of Lyonia (Ericaceae). Voor dit proefschrift ontving hij de Jesse M. Greenman Award (een onderscheiding voor het beste proefschrift op het gebied van de plantensystematiek in een bepaald jaar) van Missouri Botanical Garden.
Tussen 1978 en 1983 was Judd assistant professor op de afdeling botanie van de University of Florida. Tussen 1983 en 1991 was hij daar associate professor, waarna hij werd bevorderd tot full professor. Tussen 1979 en 1991 was hij eveneens werkzaam als botanisch conservator op de afdeling botanie van het Florida State Museum (sinds 1988 Florida Museum of Natural History).
Judd doet onderzoek naar de systematiek en evolutiebiologie van bedektzadigen. Hij richt zich vooral op de heidefamilie (Ericaceae), de familie Melastomataceae en de fylogenetische relaties tussen families van bedektzadigen die voorkomen in de tropen en in de gematigde streken. Tevens is hij betrokken bij het beschrijven van de flora van West-Indië en de flora van het zuidoosten van de Verenigde Staten. Hij heeft veldwerk verricht in het zuidoosten van de Verenigde Staten, de Dominicaanse Republiek, Haïti, Jamaica, Puerto Rico en de Maagdeneilanden.
Judd is een van de deelnemers in de Angiosperm Phylogeny Group. Hij is lid van meerdere wetenschappelijke organisaties, waaronder de American Bryological & Lichenological Society, de American Society of Plant Taxonomists, de Botanical Society of America, de International Association for Plant Taxonomy, de Michigan Botanical Club, de New England Botanical Club, de Society of Systematic Biologists en de Southern Appalachian Botanical Club.
Judd heeft in meerdere wetenschappelijke tijdschriften gepubliceerd, waaronder American Journal of Botany, Annals of the Missouri Botanical Garden, Botanical Journal of the Linnean Society, Brittonia, Novon en Systematic Botany. Hij is eerste auteur van het standaardwerk Plant Systematics: A Phylogenetic Approach, waarvan in 2007 de derde editie verscheen. In 1999 kregen hij en zijn mede-auteurs voor dit boek de Engler Medal in Silver van de International Association for Plant Taxonomy.